# Koningin Elisabethwedstrijd 2021 (voor piano)
De Koningin Elisabethwedstrijd 2021 (voor piano) was de 19e wedstrijd voor piano van de Koningin Elisabethwedstrijd die plaatsvond in mei 2021. Eerste laureaut was de Franse pianist Jonathan Fournel.
De pianowedstrijd was oorspronkelijk gepland voor 2020 maar werd uitgesteld wegens de coronapandemie.

## Jury
Gilles Ledure was juryvoorzitter.

## Verloop
Er namen 58 pianisten deel aan de eerste ronde en er werden maar 12 halvefinalisten en 6 finalisten toegelaten in plaats van de gebruikelijke 24 en 12 wegens de coronapandemie. Die speelden zonder publiek in de zaal. De finale werd wel in zijn geheel live gestreamd via internet, zodat mensen deze thuis konden volgen in plaats van in de zaal. Orkestleden moesten op grote afstand van elkaar spelen.
In de finale speelde Jonathan Fournel het tweede concerto voor piano en orkest van Johannes Brahms. Het was de allereerste keer dat een laureaat met dat muziekstuk de wedstrijd won.

## Prijzen en bedragen
Op 29 mei werd de Fransman Jonathan Fournel door de jury verkozen als hoofdlaureaut. De Rus Sergei Redkin was tweede, de Japanner Keigo Mukawa derde, zijn landgenoot Tomoki Sakata vierde en de Russen Vitaly Starikov en Dmitry Sin zijn respectievelijk vijfde en zesde. De eerste prijs was 25.000 euro waard, de tweede 20.000 en vervolgens 17.000, 12.500, 10.000 en 8.000 euro. 
Jonathan Fournel haalde ook de publieksprijzen van Klara/Canvas en RTBF binnen. Beide zijn telkens 2.500 euro waard.